# Zlatěšovice
Zlatěšovice (označované také jako Zlatýšovice) byla vesnice v lesích mezi městem Hluboká nad Vltavou a Purkarcem. Vesnice zanikla v osmnáctém století v souvislosti se vznikem Staré obory, v jejímž centru ležela. Podle lidového podání obyvatelé Zlatěšovic nuceně přesídlili do Zálužic; o této informaci se možná zmiňuje i Karel Klostermann. Podle zápisu v urbáři z roku 1677 byly ale Zlatěšovice neosídlené už od demografického úpadku oblasti během třicetileté války, takže v osmnáctém století byly strženy již neobývané objekty.

## Pozůstatky sídla
Zachován zůstal Zlatěšovický rybník a přilehlé nezalesněné prostranství; místo dnes slouží jako napajedlo. Pod hrází bylo na místě po bývalých budovách vysázeno, dnes již značně vzrostlé, dubové stromořadí. Pod hrází jsou místy patrné zbytky staveb. Místo je (stejně jako celá Stará obora) veřejnosti nepřístupné.